# Fritz Klauck

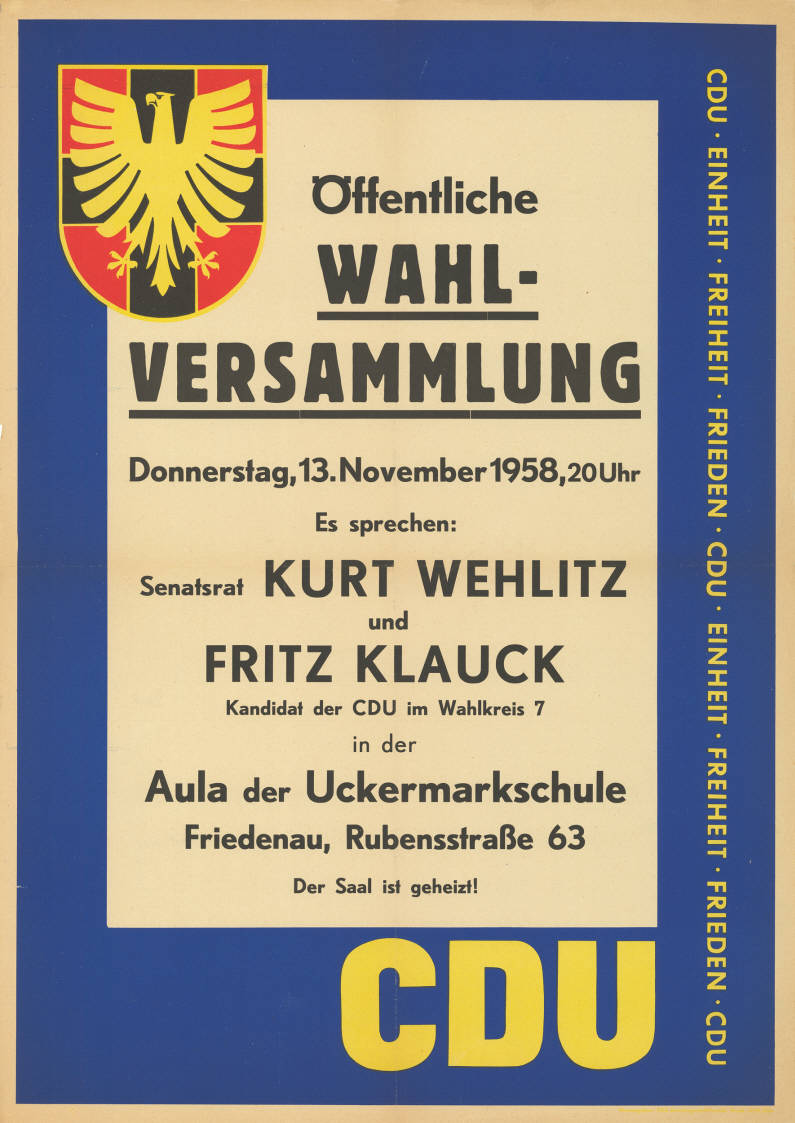
Ankündigungsplakat der CDU in Berlin-Friedenau 1958

Friedrich Karl Ernst „Fritz“ Klauck (* 16. März 1923 in Berlin; † 26. April 1967 ebenda) war ein deutscher Journalist und Politiker (CDU).

## Leben
Klauck besuchte das Schiller-Realgymnasium in Berlin-Charlottenburg. Nach der Einberufung zur Wehrmacht 1942 nahm er bis 1945 als Soldat am Zweiten Weltkrieg teil. Er studierte ab 1946 Evangelische Theologie und Philosophie an der Humboldt-Universität zu Berlin, wechselte 1948 an die Freie Universität Berlin und studierte dort bis 1952 Publizistik, Psychologie, Soziologie und Neuere Geschichte. Bis 1953 arbeitete er freiberuflich als Journalist. Von 1954 bis 1957 wirkte er als persönlicher Referent beim Berliner Senator für Volksbildung, Joachim Tiburtius. Des Weiteren war er von 1950 bis 1967 Vorsitzender der Deutschen Vereinigung Junger Publizisten.
Klauck trat 1946 in die Junge Union ein. Er zählte zu den Gründungsmitgliedern der Jungen Union auf Bundesebene und war von 1955 bis 1956 Landesvorsitzender der Jungen Union Berlin. Von 1957 bis 1965 war er Landesgeschäftsführer der CDU Berlin, von 1961 bis 1963 Vorsitzender der CDU Berlin-Schöneberg. Von 1955 bis 1958 war er Bezirksverordneter in der Bezirksverordnetenversammlung von Charlottenburg. Bei den Berliner Wahlen 1958 und 1963 wurde er jeweils in das Abgeordnetenhaus von Berlin gewählt, dem er bis 1967 angehörte.
Fritz Klauck war seit 1948 mit Margard, geb. Leidenroth, verheiratet und hatte zwei Söhne.